# Vyngapoerovski
Vyngapoerovski (Russisch: Вынгапуровский) of Vyngapoer (Russisch: Вынгапур) is een plaats (posjolok), dat als microdistrict onder jurisdictie staat van het stedelijk district van Nojabrsk, dat 93 kilometer verderop ligt. De plaats is gericht op de winning van aardgas. De belangrijkste bedrijven in de plaats daarbij zijn Nojabrskneftegaz en Nojabrskgazdobytsja van Gazprom neft.
Tot 2003 was Vyngapoerovski een plaats onder jurisdictie van het district Poerovski. Nadat eind 2003 de plaats bestuurlijk onderdeel gemaakt was van Nojabrsk werd door middel van een referendum in 2004 bevestigd dat de inwoners dit zelf ook wilden. De leraren in het onderwijs verloren echter hierbij de toeslag van 25% op hun loon, omdat ze nu bestuurlijk gezien geen onderdeel meer uitmaakten van een landelijk gebied, waarvoor deze toeslagen gelden. De leraren tekenden hiertegen protest aan en zonden zelfs een brief naar president Poetin.